# Конволют
Конволют (лат. convolutus — згорнутий, сплетений) або зшиток — самостійні друковані чи рукописні видання, об'єднані у одній палітурці.
Серед конволютів треба розрізняти власницькі та видавничі. Власницькі конволюти — це збірники, зібрані руками самих бібліофілів або на їх замовлення з примірників, що їм належали. Такі конволюти були поширені серед бібліофілів: купуючи в роздріб окремі видання, власники потім замовляли для них або виготовляли найрізноманітніші оправи. Зустрічаються конволюти, які складаються з різнорідних видань, і збірники, об'єднані єдністю тематики .
Принципи складання конволютів часто не піддаються поясненню.
Видавничий конволют — збірник складений із раніше виданих самостійних видань, об'єднаних видавцем, у давнину — друкарем, в один том із одним спільним титульним аркушем. У видавничі конволюти вміщуютьтакож окремі нерозпродані примірники видань, надруковані в різні роки. Характерно для видань XVI—XVIII ст .
Прикладом є відомий в історії книги рукописний збірник з єдиним списком «Слова о полку Ігоревім», писаним півуставом XV століття на аркушах великого формату. У складі збірки знаходилося ще декілька рукописів, різних за віком і змістом («Сказання про Індію багату», «Хронограф», «Повість про Акіра Премудрого» тощо). Виявлений графом О. І. Мусіним-Пушкіним у 90-х роках XVIII століття в Спасо-Ярославському монастирі, цей конволют згорів під час пожежі в Москві в 1812 році .
Число конволютів, що зберігаються в музеях і бібліотеках України — величезне, а їх зміст надзвичайно різноманітний. 